# František Dřížďal
František Dřížďal (* 8. srpna 1978 v Sokolově) je bývalý český fotbalový obránce. Jednalo se o rychlého a pracovitého hráče, který nastupoval především na pravém kraji obrany a často vybíhal do útoku. Výborný hlavičkář s nadprůměrným výskokem.
V létě 2017 se stal místopředsedou a mentorem přípravek ve fotbalovém klubu FC Slavia Karlovy Vary (dřívější 1. FC Karlovy Vary). V roce 2020 trénoval tým U11.

## Klubová kariéra
V osmi letech začal hrát fotbal za Spartak Horní Slavkov, odkud v zimě 2010 odešel do třetiligového týmu TJ Karlovy Vary-Dvory. Poté působil rok v německém FC Maxhütte-Haidhof a od léta 2004 v Baníku Sokolov. Ze Sokolova si jej v roce 2007 vytáhla Slavia Praha.
V sezoně 2007/08 získal se Slavií mistrovský titul, zahrál si také Ligu mistrů UEFA 2007/08 a Pohár UEFA. Z podzimní části sezony 2008/09 ho vyřadila operace Achillovy šlachy, kterou musel podstoupit na konci předchozí sezony. V sezoně 2008/09 získal se Slavií další mistrovský titul. V létě 2009 Slavia oznámila, že s jeho službami nadále nepočítá a může si hledat jiné angažmá, načež přestoupil do Brna.
Od zimy 2011 hrál opět za Sokolov. V létě 2016 odešel do divizního týmu 1. FC Karlovy Vary.
Po sezóně 2016/17 ukončil aktivní kariéru. Poslední zápas odehrál v červenci 2017 v přípravě za Karlovy Vary proti AC Sparta Praha (prohra 0:6).